# Francesco Arena (arbitro)
Francesco Arena (Portici, 8 gennaio 1956) è un ex arbitro di calcio italiano.

## Carriera
Nato a Portici (NA), nel 1956, faceva parte della sezione AIA di Ercolano, della quale è stato presidente per tre anni, dal 1997 al 2000.
Nel 1991, a 35 anni, arriva ad arbitrare in Serie B, esordendo il 1º settembre in Pescara-Modena, 1º turno di campionato, vinto per 3-1 dagli abruzzesi.
Nella stessa stagione debutta in Serie A, in Bari-Ascoli del 26 aprile 1992, trentesima di campionato, conclusa 2-1 per i pugliesi.
Rimane per 4 stagioni in Serie A e Serie B, arbitrando per l'ultima volta in massima serie il 26 gennaio 1995, quando dirige Roma-Reggiana 2-0, 21º turno di campionato.
L'ultima gara arbitrata in carriera è invece Palermo-Como del 4 giugno 1995, penultima giornata di Serie B, terminata 3-3.
Termina con 16 gare dirette in Serie A e 57 in Serie B.